# Geschützter Landschaftsbestandteil Knippschildbachtal

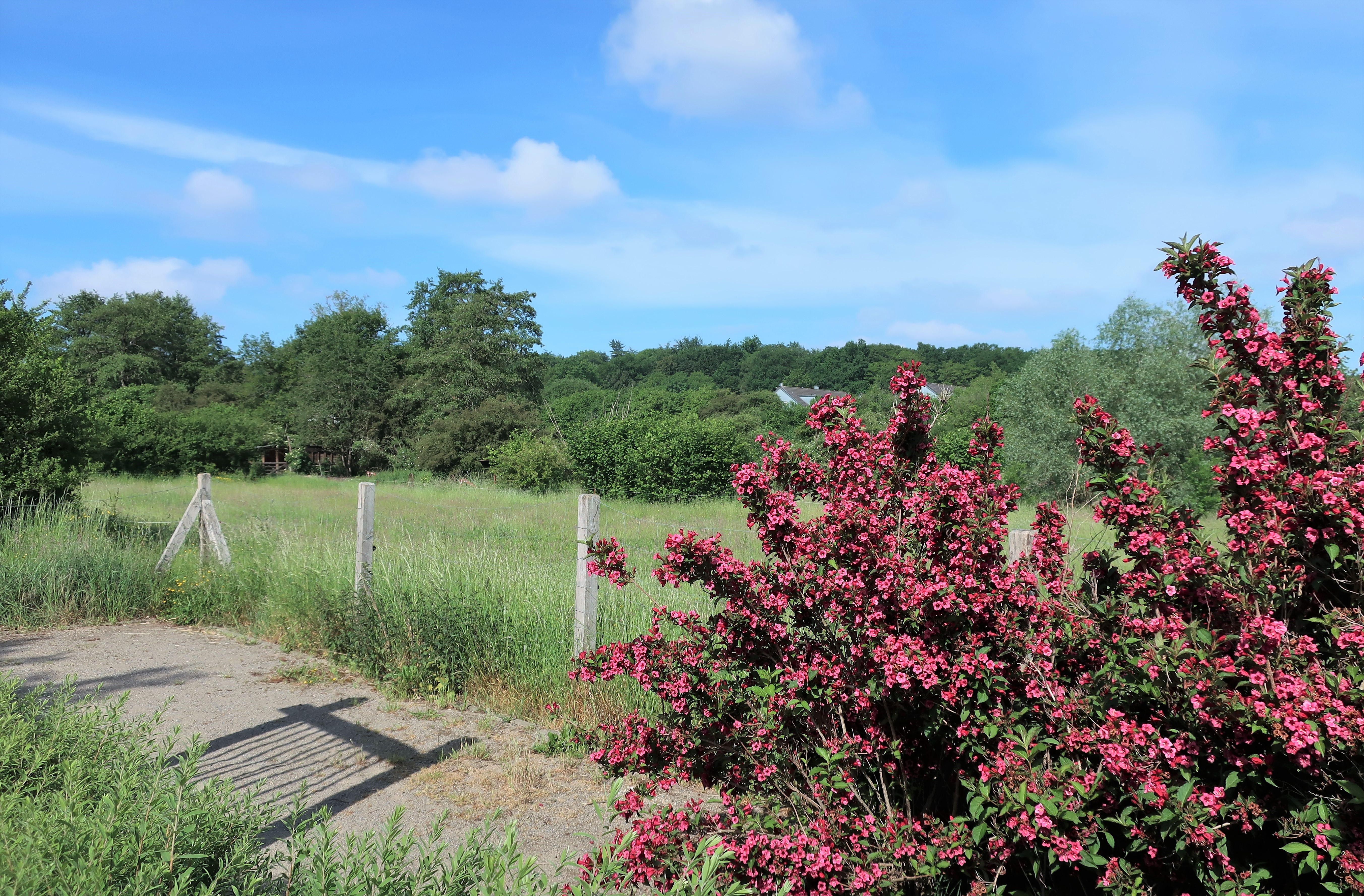
Geschützter Landschaftsbestandteil Knippschildbachtal

Der Geschützte Landschaftsbestandteil Knippschildbachtal mit einer Flächengröße von 2,7 ha liegt auf dem Gebiet der kreisfreien Stadt Hagen in Nordrhein-Westfalen. Der LB wurde 1994 mit dem Landschaftsplan der Stadt Hagen vom Stadtrat von Hagen ausgewiesen.

## Beschreibung
Beschreibung im Landschaftsplan: „Der Landschaftsbestandteil erstreckt sich westlich von Fley. Es handelt sich um ein feucht-nasses Wiesental des Knippschildbaches mit Zuläufen sowie randständigen Feldhecken und einigen Kopfbäumen. Im Norden schließt sich ein gehölzbestandener Siepen an.“

## Schutzzweck
Laut Landschaftsplan erfolgte die Ausweisung „zur Sicherung der Leistungsfähigkeit des Naturhaushalts durch Erhalt eines strukturreichen Bachtales als Lebensraum, insbesondere für die charakteristischen Lebensgemeinschaften der Fließgewässer, mageren Feuchtwiesen und -weiden und der Heckenbiotope, mit ihren zum Teil bedrohten Tier- und Pflanzenarten“.